# Kymenlaakson Osakunta
Kymenlaakson Osakunta (en français : Nation de la Vallée de la Kymi, sigle KyO) est l'une des 15 nations étudiantes de l'Université d'Helsinki.
De langue finnoise, elle est fondée en 1933 pour représenter les étudiants de la Vallée de la Kymi.